# 쥐샤오원
쥐샤오원(중국어 간체자: 雎晓雯, 정체자: 雎曉雯, 병음: Jū Xiǎowén, 한자음: 저효문, 영어: Xiao Wen Ju, 1989년 5월 19일 ~ )은 중국의 모델이다. 브랜드 마크 제이콥스의 얼굴이 된 최초의 중국 모델이다.